# باج افزار-هیتلر
Hitler-Ransomware یا باج افزار-هیتلر ، نوعی باج افزار است که در سال 2016 در آلمان تولید شد. این باج افزار در مدت یک ساعت خواستار پرداخت هزینه میشود. در غیر این صورت، فایل ها را از رایانه آلوده شده را حذف می کند.

## تاریخچه
باج افزار-هیتلر برای اولین بار در سال 2016 ساخته شد. این باج افزار با یک صفحه قفل با تصویری از آدولف هیتلر در حالت سلام نازی فعال می شود. پیام روی آن می گوید "این باج افزار-هیتلر است. فایل های شما رمزگذاری شده اند آیا فایل های خود را رمزگشایی می کنید؟". سپس خواستار پرداخت در قالب یک کارت هدیه تلفن همراه 25 یورویی ودافون می شود و به صاحب رایانه یک ساعت فرصت پرداخت می‌دهد به همراه نمایش یک تایمر شمارش معکوس. عدم پرداخت تا زمانی که تایمر شمارش معکوس یک ساعته به صفر می رسد منجر به خراب شدن سیستم با صفحه آبی مرگ می شود و هنگامی که رایانه دوباره راه اندازی می شود، همه فایل های موجود در پوشه های کاربر رایانه حذف می شوند. برخلاف آنچه ادعا می کند، باج افزار فایل های رایانه را رمزگذاری نمی کند.در عوض، اسکریپتی را اجرا می‌کند که تمام انواع فایل‌ها را از هم جدا می‌کند تا مردم را گمراه کند که فکر کنند فایل‌هایشان رمزگذاری شده است.
این ویروس توسط تحلیلگر ای وی جی ، جیکوب کروستک کشف شد. با بررسی بیشتر در مورد آن،او تشخیص داد که احتمالاً در آلمان به عنوان یک نمونه اولیه منشا گرفته است، زیرا در بچ فایل مرتبط با آن عبارت «Das ist ein Test» (به آلمانی: این یک تست است) در آن وجود دارد. لازم به ذکر است که در حالی که درخواست باج افزار هیتلر برای پرداخت در قالب کارت های هدیه بود به جای بیت کوین که در آن زمان رایجتر بود، این فقط مختص به این باج افزار نبود. اشتباهات املایی در این درخواست‌ها منجر به شوخی‌هایی بین روزنامه نگاران فناوری شده‌ است که ممکن است ملانقطی ها را ناراحت کند.
یک نسخه به‌روز شده از ویروس هیتلر به نام "کین‌اکس‌پایی" که به نام "هیتلر ۲" عرضه شده بود، بعداً منتشر شد.این نسخه مشابه نسخه اصلی بود با این تفاوت که املای "باج افزار" را تصحیح کرد و تایمر شمارش معکوس را حذف کرد. در ژانویه 2017، یک نسخه به روز شده معروف به "نسخه نهایی" باج افزار-هیتلر منتشر شد.